# Мижерицька Діана Олександрівна
Діана Олександрівна Мижерицька (нар. 1 вересня 1999, Харків) — українська гімнастка. Майстер спорту міжнародного класу.

## Кар'єра
Художньою гімнастикою почала займатися у ДЮСШ № 5 міста Харкова у групі Логачової Юліани Михайлівни. У збірній України — з 2014 року.

### 2018
- Чемпіонат Європи. Гвадалахара. Команда
- Чемпіонат Європи. Гвадалахара. Вправа з 5 булавами [3]
- Чемпіонат світу. Софія. Вправа з 3 м'ячами та 2 скакалками  [4]

### 2019
- II Європейські ігри. Мінськ. Вправа з 3 обручами та 4 булавами [5]

## Державні нагороди
- Орден княгині Ольги III ст. (15 липня 2019) — за досягнення високих спортивних результатів на II Європейських іграх 2019 в Мінську (Республіка Білорусь), виявлені самовідданість та волю до перемоги, піднесення міжнародного авторитету України[6]